# Пајн Форест (Тексас)
Пајн Форест (енгл. Pine Forest) град је у америчкој савезној држави Тексас. По попису становништва из 2010. у њему је живело 487 становника.

## Демографија
Према попису становништва из 2010. у граду је живело 487 становника, што је 145 (22,9%) становника мање него 2000. године.
| Група             | 2000.       | 2010.       |
| Белци             | 612 (96,8%) | 452 (92,8%) |
| Афроамериканци    | 0 (0,0%)    | 1 (0,2%)    |
| Азијати           | 0 (0,0%)    | 0 (0,0%)    |
| Хиспаноамериканци | 16 (2,5%)   | 26 (5,3%)   |
| Укупно            | 632         | 487         |